# سنگال (زمین‌شناسی)

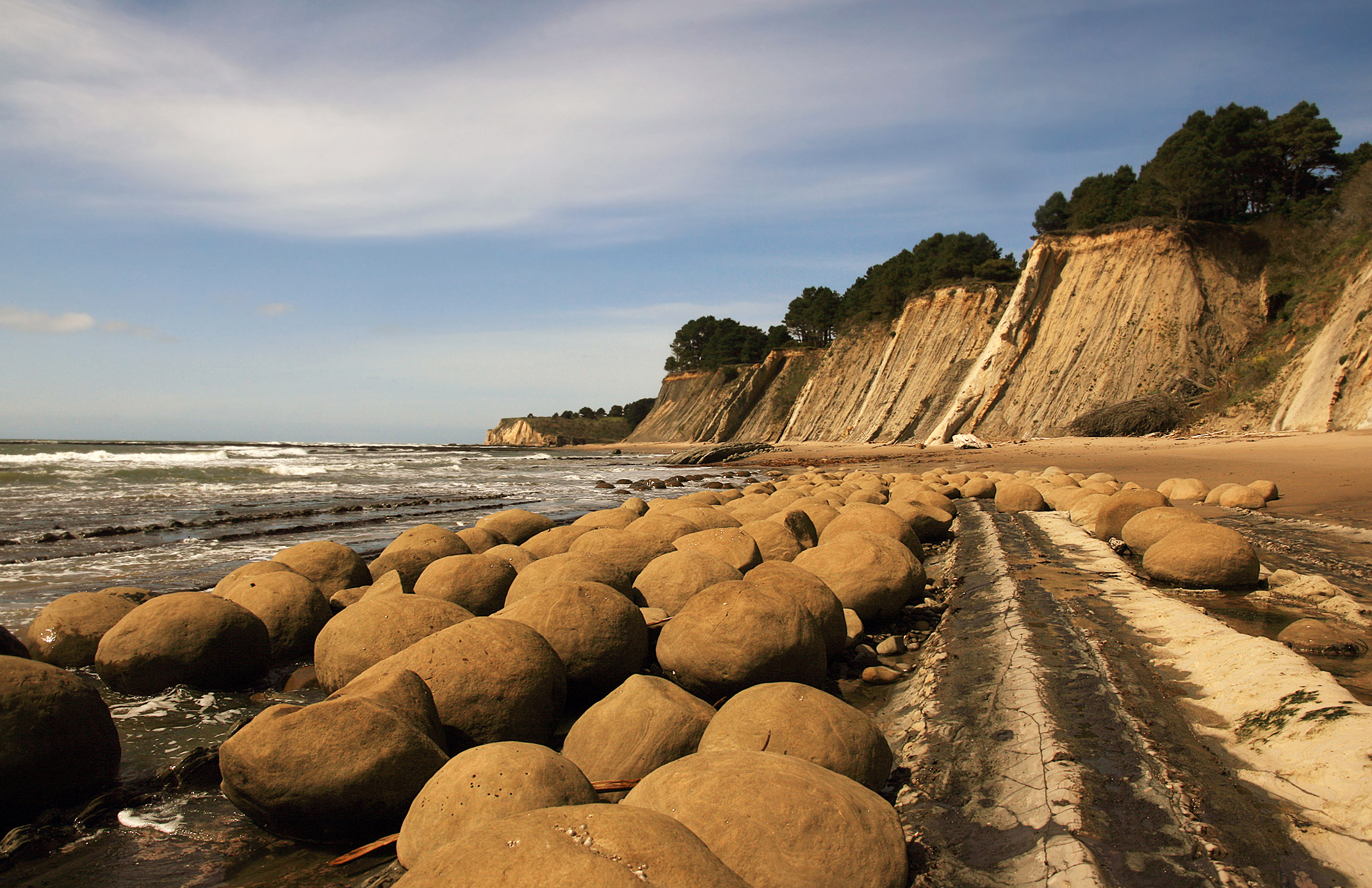
سنگال‌ها در ساحل بولینگ بال (شهرستان مندوسینو، کالیفرنیا) که از گِل‌سنگ‌های نوزیستی شیب‌دار بیرون زده‌است.

سَنگال یا کنکرسیون (concretion) توده سخت و فشرده‌ای از ماده است که از رسوب سیمانی معدنی در فضاهای بین ذرات تشکیل می‌شود و در سنگ یا خاک رسوبی یافت می‌شود. سنگال‌ها اغلب به شکل بیضی یا کروی هستند، اگرچه اشکال نامنظم نیز وجود دارد.
سنگال در لایه‌هایی از لایه‌های رسوبی که پیشتر ته‌نشین شده‌اند، تشکیل می‌شود. آنها معمولاً در اوایل تاریخ دفن ته‌نشسته‌ها، پیش از اینکه بقیه رسوبات تبدیل به سنگ سخت شوند، تشکیل می‌شوند. این سیمان‌مانند سنگالی اغلب سخت‌تر و در برابر هوازدگی مقاوم‌تر از لایه میزبان است.
تمایز مهمی بین سنگال و گرهک (ندول) وجود دارد. سنگال‌ها از رسوب مواد معدنی در اطراف نوعی هسته تشکیل می‌شوند در حالی که گرهک یک جسم جایگزین است. توصیفات مربوط به قرن هجدهم نشان می‌دهد که از دیرباز به سنگال‌ها به چشم «شگفتی‌های» زمین‌شناختی نگریسته می‌شد. به دلیل تنوع شکل‌ها، اندازه‌ها و ترکیب‌های غیرمعمول، وجود سنگال‌ها به تخم دایناسور، فسیل‌های جانوری و گیاهی (به نام شبه‌فسیل)، بقایای فرازمینی یا ساخته‌های انسانی تعبیر می‌شد.

## خاستگاه
بررسی‌های دقیق نشان داده‌است که سنگال‌ها پس از دفن رسوبات، اما پیش از اینکه ته‌نشست‌ها به‌طور کامل سنگ بشود، تشکیل می‌شوند. آن‌ها معمولاً زمانی تشکیل می‌شوند که یک ماده معدنی در اطراف یک هسته که اغلب آلی است مانند یک برگ، دندان، تکه‌ای از پوسته یا فسیل رسوب می‌کند. به همین دلیل، گردآوران سنگواره‌ها معمولاً در جستجوی نمونه‌های فسیلی جانوران و گیاهان، سنگال‌های روباز را می‌شکنند.
برخی از غیرعادی‌ترین هسته‌های سنگالی، پوکه‌های گلوله‌ها و بمب‌های جنگ جهانی دوم و قطعات ترکش‌ها هستند که در داخل سنگال‌های سیدریت نمک‌زارهای ساحلی انگلیسی یافت شده‌است. بسته به شرایط محیطی موجود در زمان شکل‌گیری، سنگال‌ها ممکن است با رشد هم‌مرکز یا فراگیر ایجاد شوند. در رشد هم‌مرکز، سنگال به شکل لایه‌های پیاپی از مواد معدنی ته‌نشسته در پیرامون یک هسته مرکزی رشد می‌کند. این فرایند منجر به سنگال‌سازی تقریباً کروی می‌شود که با گذشت زمان رشد می‌کنند. در حالت رشد فراگیر، سنگالی‌شدن رسوبات میزبان با پر شدن فضای منافذ آن توسط مواد معدنی ته‌نشین‌شده، به‌طور همزمان در سراسر حجم منطقه رخ می‌دهد که به مرور زمان به سنگال تبدیل می‌شود. سنگال‌ها اغلب توسط فرسایش بعدی در سطح که مواد سست‌تر را می‌سِتُرَد، در معرض دید قرار می‌گیرند.

## نگارخانه

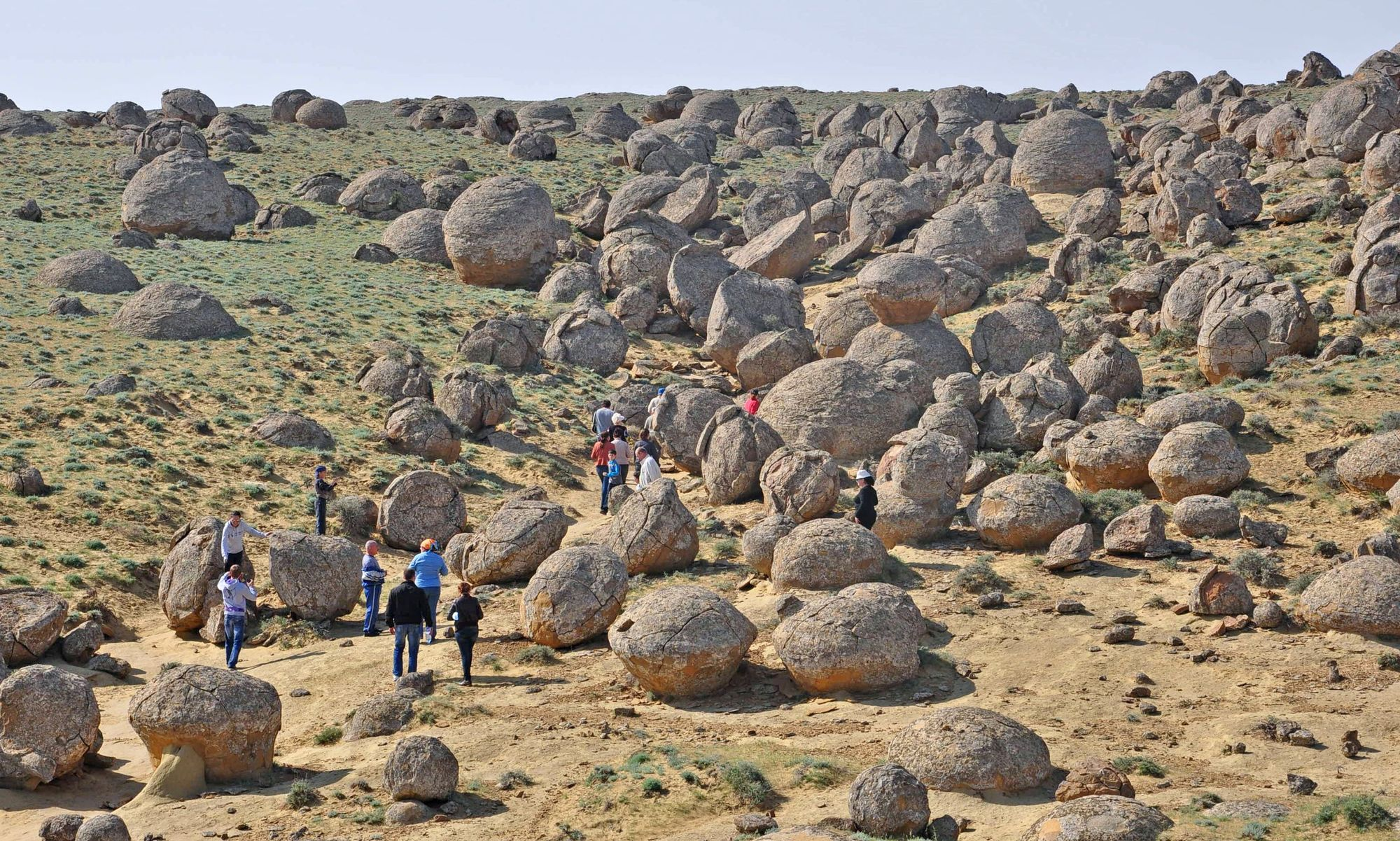
سنگال‌ها در توریش قزاقستان
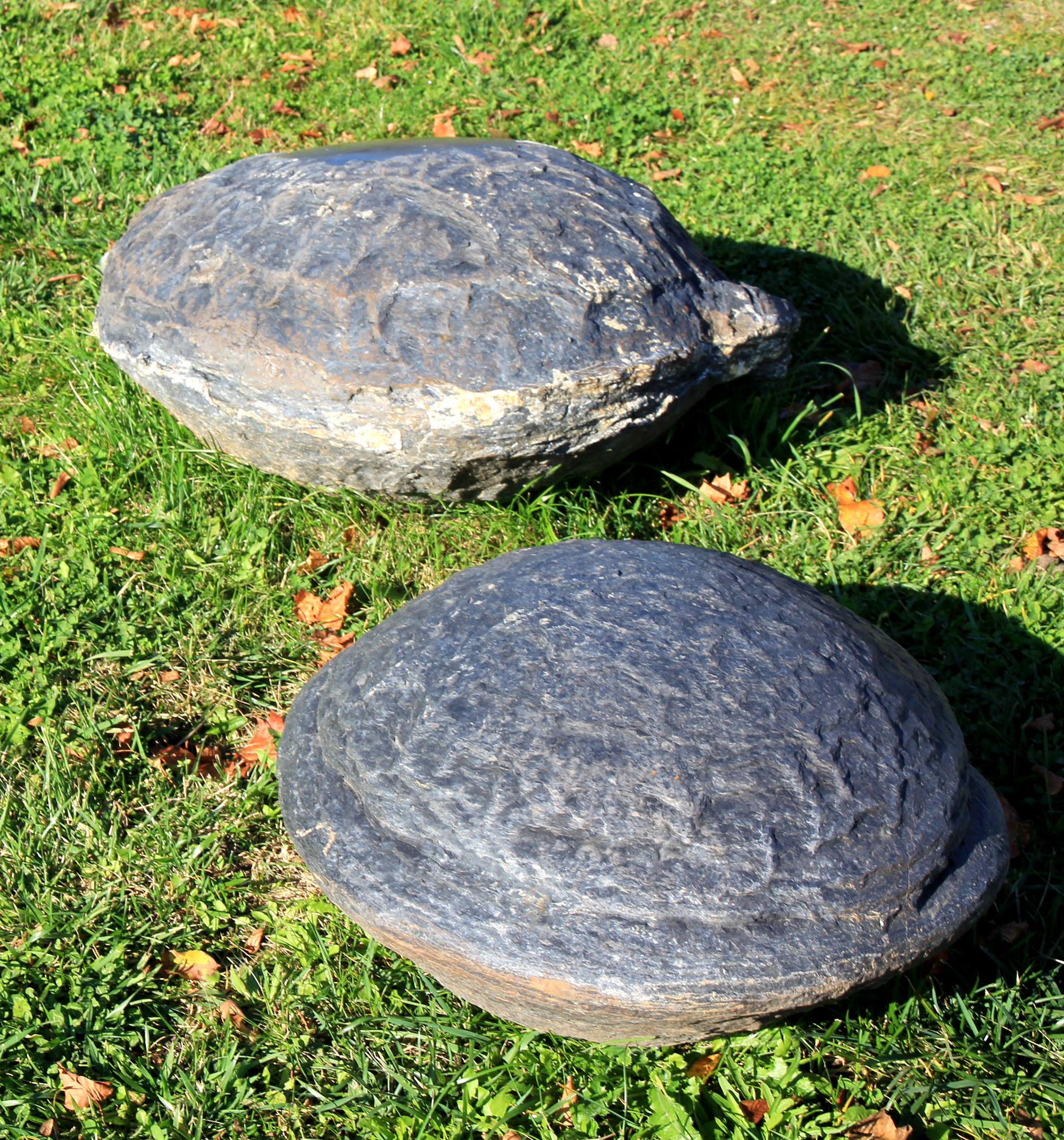
سنگال‌های عدسی‌شکل از جزیره‌ای در رودخانه ولتاوا، پراگ، جمهوری چک
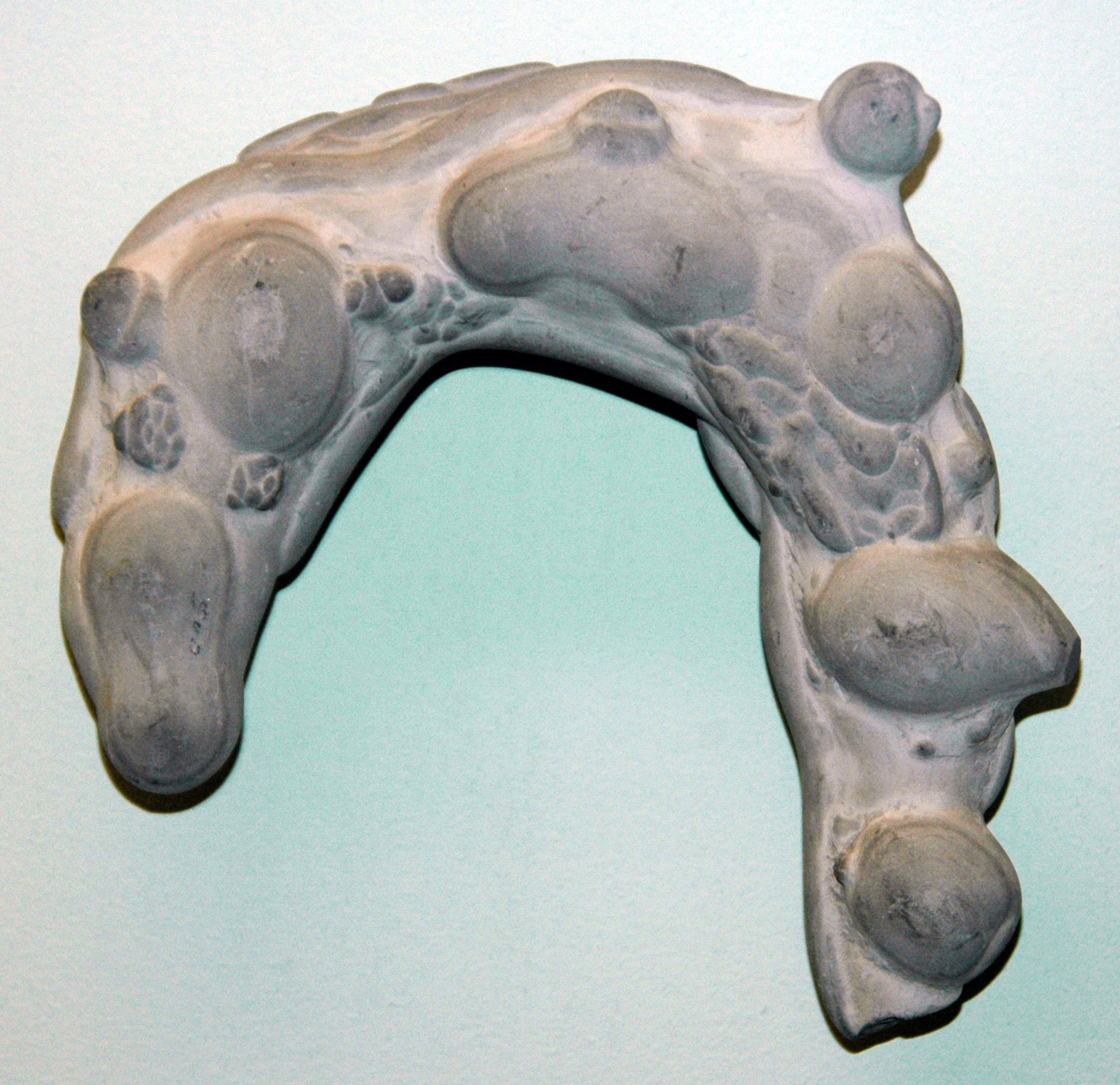
سنگال مارن، سالت اس‌تی‌ئی. ماری، میشیگان